# 7433 Pellegrini
7433 Pellegrini è un asteroide della fascia principale. Scoperto nel 1993, presenta un'orbita caratterizzata da un semiasse maggiore pari a 2,3851178 UA e da un'eccentricità di 0,1767600, inclinata di 11,68348° rispetto all'eclittica.